# Sarcophaga croca
Sarcophaga croca är en tvåvingeart som beskrevs av Thomas Pape 1996. Sarcophaga croca ingår i släktet Sarcophaga och familjen köttflugor.
Artens utbredningsområde är Grekland. Inga underarter finns listade i Catalogue of Life.